# Mina (Amadora)
Mina foi uma freguesia portuguesa do município da Amadora, com 2,81 km² de área e 17 977 habitantes (2011). Densidade: 6 397,5 h/km².
Em 12 de julho de 1997, foi desanexada da Mina a vizinha freguesia de São Brás.
Foi extinta em 2013, no âmbito de uma reforma administrativa nacional, tendo sido agregada à freguesia de São Brás, para formar uma nova freguesia denominada Mina de Água.

## População
| População da freguesia de Mina | População da freguesia de Mina | População da freguesia de Mina | População da freguesia de Mina | População da freguesia de Mina | População da freguesia de Mina | População da freguesia de Mina | População da freguesia de Mina | População da freguesia de Mina | População da freguesia de Mina | População da freguesia de Mina | População da freguesia de Mina | População da freguesia de Mina | População da freguesia de Mina | População da freguesia de Mina |
| ------------------------------ | ------------------------------ | ------------------------------ | ------------------------------ | ------------------------------ | ------------------------------ | ------------------------------ | ------------------------------ | ------------------------------ | ------------------------------ | ------------------------------ | ------------------------------ | ------------------------------ | ------------------------------ | ------------------------------ |
| 1864                           | 1878                           | 1890                           | 1900                           | 1911                           | 1920                           | 1930                           | 1940                           | 1950                           | 1960                           | 1970                           | 1981                           | 1991                           | 2001                           | 2011                           |
|                                |                                |                                |                                |                                |                                |                                |                                |                                |                                |                                | 28 427                         | 31 497                         | 18 915                         | 17 977                         |

Criada pela Lei 45/79  , de 11 de Setembro

## Património
- Aqueduto Geral das Águas Livres – (Monumento Nacional)
- Necrópole de Carenque, Grutas artificiais do Tojal de Vila Chã ou Grutas artificiais de Carenque – (Monumento Nacional)
- Nascente e Aqueduto da Gargantada – (Imóvel de Interesse Público)
- Aqueduto romano da Amadora – (Imóvel de Interesse Público em via de classificação)
- Palácio da Porcalhota ou Casa do Infantado – (Imóvel de Interesse Municipal em vias de classificação)
- Mina de Água e Jardim da Mina
- Moinhos do Penedo
- Parque Central